# Prix Nelly-Sachs de traduction littéraire
Le Prix Nelly Sachs de traduction littéraire est décerné chaque année depuis 1988 à Arles à un traducteur en langue française d'une œuvre littéraire, quel que soit le pays d'origine de celle-ci.
La remise du Prix a lieu à Strasbourg au mois de novembre, en même temps que la remise des prix littéraires décernés par l’Association Capitale Européenne des Littératures (EUROBABEL).
Le Prix Nelly Sachs a été fondé à l’initiative de Maurice Nadeau, directeur de la Quinzaine Littéraire. Le Prix Nelly Sachs est un prix associé des Grands Prix Littéraires de Strasbourg, et tout particulièrement du Prix Européen de Littérature.

## Objectifs
Le Prix Nelly Sachs de traduction littéraire a pour objectif de mettre à l’honneur le travail des traducteurs littéraires œuvrant pour la découverte des grands textes poétiques issus des langues du monde entier.
Seule est prise en compte la qualité du travail. Il peut donc être décerné à un traducteur de poésie renommé comme à un débutant.
Il a été attribué depuis son origine grâce à la générosité de Julia Tardy-Marcus, compatriote et amie de Nelly Sachs. Le Prix Nelly Sachs est un hommage à cette grande poétesse, rescapée des camps de concentration, qui obtint le prix Nobel de littérature en 1966. Julia Tardy-Marcus est décédée en 2002.
Afin d'assurer la continuité du Prix Nelly Sachs, Madame José Kany-Turpin, universitaire, traductrice de Lucrèce et elle-même lauréate du Prix, a souhaité prendre en charge la dotation du Prix.

## Membres du jury
Le Jury du Prix Nelly Sachs est composé de traducteurs, d’universitaires, d'écrivains et d'éditeurs. Tous sont traducteurs, et tous ont particulièrement pratiqué la traduction de poésie.
Le Jury du Prix Nelly Sachs de traduction littéraire comprend huit membres :
- René de Ceccatty - écrivain, traducteur
- Hélène Henry-Safier - traductrice, essayiste, universitaire
- Claire Malroux - traductrice et écrivain
- Jean-Yves Masson -  traducteur, écrivain, éditeur, universitaire.
- Jean-Baptiste Para - traducteur, écrivain, éditeur
- Patrick Quillier - traducteur, écrivain, universitaire
- Michel Volkovitch - traducteur et écrivain
- Céline Zins - traductrice et essayiste

Le Jury du Prix Nelly Sachs a été pendant de longues années présidé par Anne Minkowski, tandis que le Secrétariat du Jury était confié à Jean-Yves Masson.
Depuis 2010, la Présidence du Jury est assurée par Claire Malroux et le Secrétariat du Jury par Hélène Henry-Safier.

## Liste des lauréats
La liste des lauréats les plus récents du Prix de traduction Nelly Sachs est la suivante: 
- 1998 : Michel Chandeigne, pour la traduction du portugais de : La condescendance de l'être, de Nuno Júdice (Éditions Le Taillis pré), et de : Le cycle du cheval, d’António Ramos Rosa (Gallimard).
- 1999 : Dominique Grandmont, pour la traduction du grec de : Poèmes, de Constantin Cavafy, Gallimard, coll. « Poésie ».
- 2000 : Michel Orcel, pour la traduction du Roland Furieux, de l'Arioste (Éditions du Seuil).
- 2001 : Isabelle de Gastines, pour la traduction du persan des Sept portraits, de Nezâmi (Éditions Fayard).
- 2003 : Bruno Gaurier, pour la traduction de l'anglais des Poèmes, de Gerard Manley Hopkins (Éditions Décaèdre).
- 2004 : Eryck de Rubercy
- 2005 : Patrick Hersant pour la traduction de l'anglais de L'Étrange et le connu et La Lucarne de Seamus Heaney (Éditions Gallimard, collection Du Monde entier).
- 2006 : Charles-Henri de Fouchécour, pour la traduction du persan de l'œuvre du Divân, de Hafez de Chiraz (Éditions Verdier).
- 2010 : Laurence Breysse-Chanet, pour la traduction de l'espagnol de Don de l'ébriété, de Claudio Rodriguez (Éditions Arfuyen).
- 2011 : André Markowicz, pour la traduction du russe du Soleil d'Alexandre, d'Alexandre Pouchkine (Actes Sud)
- 2012 : Danièle Robert, pour la traduction de l'italien (et l'édition critique) de Rime, de Guido Cavalcanti (Éditions Vagabonde).
- 2013 : Brigitte Gautier, pour la traduction du polonais de Monsieur Cogito, de Zbigniew Herbert (Éditions Le bruit du temps).
- 2017 : Marie Cosnay pour la traduction des Métamorphoses d'Ovide (Éditions de l'Ogre)
- 2018 : Jean-Claude Schneider pour la traduction des Œuvres poétiques d'Ossip Mandelstam (Éditions Le bruit du temps/La Dogana)
- 2020 : Julien Lapeyre de Cabanes et Alexandre Pateau pour la traduction des Variations de la citerne de Jan Wagner (Éditions Actes Sud, 2019)
- 2021 : Stéphane Michaud (en) pour la traduction de l'allemand d'Attraction terrestre de Wulf Kirsten (Éditions La Dogana, 2020)[3].
- 2023 : Irène Gayraud pour la traduction de l'espagnol de Pressoir de Gabriela Mistral (Éditions Unes)[4].